# Сергеев, Альберт Николаевич
Альберт Николаевич Сергеев (15 марта 1967, Казань) — советский и российский футболист, полузащитник. Сыграл более 300 матчей за ульяновскую «Волгу».

## Биография
Воспитанник казанского футбола. На взрослом уровне начал выступать в 1986 году в ульяновском «Старте» во второй лиге, провёл в составе клуба шесть сезонов. В 1992 году, после расформирования «Старта», вернулся в Казань и отыграл один год за «Рубин» в первой лиге России, затем выступал в различных дивизионах за димитровградскую «Ладу» и за «Текстильщик» (Ишеевка). В 1996 году вернулся в воссозданный клуб из Ульяновска, носивший теперь название «Волга», и выступал за него ещё семь лет. Неоднократный призёр зональных турниров третьего и второго дивизионов России. В 2002 году завершил профессиональную карьеру, затем ещё несколько лет играл в любительских соревнованиях за клуб «Энергия»/«Волга-Д-Энергия» (Ульяновск).
Всего в первенствах СССР и России на уровне профессионалов (мастеров) сыграл 438 матчей и забил 14 голов. В составе ульяновской «Волги» за 13 сезонов провёл 344 матча и забил 12 голов, является одним из лидеров клуба по числу сыгранных матчей за всю историю.
После окончания игровой карьеры стал работать администратором «Волги», занимает эту должность более 10 лет. Принимает участие в соревнованиях ветеранов.